# Georg Bätzing
Georg Bätzing (nacido el 13 de abril de 1961 en Kirchen (Sieg)) ha sido obispo de Limburgo desde el 18 de septiembre de 2016. Desde el 3 de marzo de 2020 es presidente de la Conferencia Episcopal Alemana.

## Vida
Georg Bätzing creció como hijo de un empleado ferroviario y un ama de casa en Niederfischbach (distrito de Altenkirchen),un lugar en la llamada isla de Tréveris, un enclave de la Diócesis de Tréveris, que está rodeada por la Arquidiócesis de Colonia, la Arquidiócesis de Paderborn y la Diócesis de Limburgo. Bätzing, que describe la casa de sus padres como "completamente católica", era un monaguillo, cantaba en el coro de la iglesia, trabajaba como organista y trabajaba en el círculo litúrgico de su parroquia natal.
Georg Bätzing es primo de la política Sabine Bätzing-Lichtenthäler.

## Trabajo pastoral
Después de graduarse de la escuela secundaria en 1980 en el Freiherr-vom-Stein-Gymnasium en Betzdorf, ingresó en el Seminario Episcopal de Tréveris. Estudió teología y filosofía en la Universidad de Tréveris y la Universidad de Friburgo de Brisgovia en 1985 con un diploma en teología católica. Un año más tarde fue ordenado diácono y completó la pasantía de diaconado en St. Wendel en el Sarre. El 18 de julio de 1987, fue ordenado sacerdote por Hermann Josef Spital en Tréveris y trabajó hasta 1990 como capellán en la iglesia de peregrinación Maria Heimsuchung en Klausen y en la parroquia de San José en Coblenza. Luego asumió el cargo de subregens en el seminario de Tréveris, que ocupó hasta 1996. En el mismo año, con una tesis dogmática sobre los aspectos eclesiológicos de la idea de purificación, recibió su doctorado en teología de la Universidad de Tréveris y asumió el cargo de Regens en el seminario.
Además de su trabajo como regente, también fue responsable de la planificación e implementación de medidas de formación continua para los jefes de seminarios en los países de habla alemana, así como jefe de la Euchariuswerk, una asociación de oración y apoyo para profesiones espirituales en la Diócesis de Tréveris. Además, fue presidente de la junta directiva de la Fundación August Doerner, que es el patrocinador del Centro de Estudios St. Lambert en Lantershofen. En noviembre de 2005, fue nombrado capellán de Su Santidad(Monseñor)por el Papa Benedicto XVI. De 2002 a 2012 fue consejero espiritual del semanario de la Diócesis de Tréveris Paulino. El 1 de noviembre de 2012, el obispo Stephan Ackermann nombró a Bätzing como su vicario general; se hizo cargo de esta tarea del prelado Georg Holkenbrink,que había ocupado el cargo desde 2005 y luego se convirtió en un funcionario de la corte diocesana.

## Obispo de Limburgo
Después de su elección por el Capítulo de la Catedral de Limburgo, Georg Bätzing fue nombrado 13º Obispo de Limburgo por el Papa Francisco el 1 de julio de 2016, sucediendo a Franz-Peter Tebartz-van Elst. consagración e inauguración episcopal tuvo lugar el 18 de septiembre de 2016. Los principales consagrantes fueron el arzobispo de Colonia, Rainer Maria Cardenal Woelki,co-consagrantes fueron el anterior Administrador Apostólico de la Diócesis de Limburgo, obispo auxiliar Manfred Grothe,y el obispo de Tréveris Stephan Ackermann.

## Escudo de armas del obispo
La cruz roja sobre un fondo de plata en el campo izquierdo del escudo de armas del obispo de Georg Bätzing es el escudo de armas de su diócesis natal de Tréveris y parte del escudo de armas de la diócesis de Limburgo. El dragón con una espada acostado sobre él en el campo rojo junto a él representa a San Jorge,el santo patrón de la Diócesis de Limburgo y santo patrón del obispo. La cornucopia de plata con el mineral de plata en el campo más bajo azul se toma de la capa de brazos del niederfischbach casero de Bätzing. Se pretende simbolizar el trabajo de las personas en la antigua industria minera de este lugar y – según una posible interpretación – para indicar los esfuerzos en la iglesia para despertar la fe en Dios y para mantenerlo vivo. La cruz de la conferencia detrás y el sombrero del prelado sobre la capa de brazos indican que pertenece a un churchman.

## Tareas Extra-diocesanas
El 20 de septiembre de 2016, los miembros de la Conferencia Episcopal Alemana eligieron a Bätzing como Presidente del Subcomité para el Diálogo Interreligioso de la Comisión de la Iglesia Mundial de la Conferencia Episcopal Alemana.
En la reunión plenaria de primavera de la Conferencia Episcopal Alemana en Maguncia el 3 de marzo de 2020, Georg Bätzing fue elegido presidente de la Conferencia Episcopal. Sucede al cardenal Reinhard Marx,que no se presentó a las elecciones de nuevo, en el cargo.

## Posiciones (selección)
En febrero de 2019, Bätzing declaró que el celibato de los sacerdotes no debería ser un deber, sino que debería ser voluntario en el futuro. Sin embargo, el celibato como forma de vida sigue siendo valioso, porque "así es como vivió Jesús. Como sacerdote, no solo quiero ser funcionario y funcionario público, sino que realmente quiero seguir sus pasos". Bätzing fue crítico con el hecho de que las mujeres en la Iglesia católica están excluidas de los oficios de consagración.
A mediados de marzo de 2020, Bätzing dijo que el coronavirus definitivamente "no era un castigo de Dios". 
El 14 de abril de 2020, Bätzing respaldó la bendición pública de las parejas del mismo sexo.
El 18 de septiembre de 2020, Bätzing se pronunció a favor del acceso de las mujeres a los oficios de consagración: "Considero que el diaconado para las mujeres es muy legítimo".

## Escritos
- Johannes Verlag, 1986, ISBN 3-89411-083-X.
- En: . Volumen56 . Paulinus, Trier 1996, ISBN 3-7902-1284-9 (Disertación).
- Paulinus, Trier 2000, ISBN 3-7902-0087-5.
- . Paulinus, Trier 2001, ISBN 3-7902-0089-1.
- . Paulinus, Trier 2003, ISBN 3-7902-0145-6.
- Paulinus, Trier 2005, ISBN 3-7902-0147-2.
- Paulinus, Trier 2006, ISBN 3-7902-0065-4.
- . Paulinus, Trier 2007, ISBN 3-7902-0072-7.
- Paulinus, Trier 2007, ISBN 3-7902-0079-4.
- con Albert Käuflein y Horst Krahl: . Volumen1 . Paulinus, Trier 2008, ISBN 978-3-7902-0077-5.
- Practica la oración. Guía para una práctica de oración cristiana (2009)
- Das Trierer Christusgebet. Origen, interpretación y práctica de un elemento de la propia tradición de oración de la diócesis (2010)
- Paulino, Tréveris 2011, ISBN 978-3-7902-1807-7.
- Paulino, Tréveris 2012, ISBN 978-3-7902-1808-4.
- ¡Ven, lo ensyemos! Impulsheft zur Feier des Ewigen Gebetes und für die eucharistische Anbetung im Zugehen auf die Heilig-Rock-Wallfahrt 2012, hrsg. de la oficina de peregrinación bajo la responsabilidad de Georg Bätzing y Elisabeth Beiling (2011)
- . Altius Verlag, Erkelenz 2017, ISBN 978-3-932483-66-0.